# Berceto
Berceto (Bersèjj, Barsäi o Bersè in dialetto parmigiano; Bercèi in ligure) è un comune italiano di 1 931 abitanti della provincia di Parma in Emilia-Romagna.

## Geografia fisica

### Territorio
Il 27 gennaio 2012 Berceto è stato epicentro di un forte terremoto di 5,4 gradi della scala Richter. Il sisma non ha provocato particolari danni se non qualche lesione alla chiesa parrocchiale.

## Origini del nome
Il toponimo potrebbe aver origine da un'epoca pre-romana, in quanto secondo alcuni storici deriverebbe da un termine ligure o celtico, trasformato in età romana in Quercetum, anche se la Tabula alimentaria traianea di Velleia menzionava i saltus prediaque Berusetis.

## Storia
Il borgo di Berceto nacque in epoca romana, come testimoniato dal rinvenimento nella zona di alcuni reperti architettonici.
La fondazione certa dell'odierno centro abitato è tuttavia successiva e legata alla tradizione e alla figura di san Moderanno, patrono comunale: nel 718 il vescovo di Rennes partì in pellegrinaggio verso Roma, fermandosi a Reims, ove acquistò alcune reliquie di san Remigio. Secondo la leggenda, percorrendo la via di Monte Bardone, che collegava Parma con la Lunigiana, giunse nei pressi del passo della Cisa e vi si fermò per riposarsi, appendendo a una pianta le reliquie, che tuttavia dimenticò alla ripresa del cammino; non appena se ne accorse, ritornò sui suoi passi, ma, dopo aver ritrovato l'albero a cui si era appoggiato, non riuscì a raggiungere il ramo su cui aveva attaccato il suo prezioso carico, cresciuto prodigiosamente; la pianta si riabbassò solo quando il vescovo promise di lasciare le reliquie a Berceto. L'anno seguente il re dei Longobardi Liutprando fondò nei pressi del luogo del miracolo il monastero di Bercetum e ne nominò priore Moderanno.
Nell'879 il re d'Italia Carlomanno di Baviera assegnò l'abbazia e le sue terre alla diocesi di Parma che ne esercitò il controllo attraverso i canonici del Capitolo della Cattedrale di Parma.
Nel X secolo Berceto fu attraversata dall'arcivescovo di Canterbury Sigerico, che la menzionò come XXXIII Sce Moderanne nel suo itinerario.
In quello stesso periodo il monastero fu chiuso, mentre la chiesa, da allora dedicata a san Moderanno, fu innalzata a pieve e, verso la fine del XII secolo, completamente ricostruita in forme romaniche sull'attuale impianto basilicale a tre navate.
Sempre nel XII secolo il borgo passò alle dirette dipendenze del Comune di Parma, che avviò nel 1221 i lavori di costruzione del castello, a lungo conteso da guelfi e ghibellini.
Nel 1313 l'imperatore del Sacro Romano Impero Enrico VII di Lussemburgo assaltò e diede alle fiamme il paese di Berceto e il suo maniero, che assegnò al cardinale Luca Fieschi. Nel 1331 il re Giovanni I di Boemia, figlio di Enrico VII, investì del feudo i fratelli Rolando, Marsilio e Pietro Rossi, ai quali nel 1337 subentrò Azzo da Correggio.
Negli anni successivi i Rossi rientrarono a Berceto, nel cui castello nacque nel 1413 Pier Maria II; già nel 1420 le truppe del duca di Milano Filippo Maria Visconti conquistarono il maniero. Nel 1441 Pier Maria Rossi riacquistò dal Visconti Berceto, che passò nel 1482 al figlio Bertrando e nel 1502 al nipote Troilo I, il quale lo annetté alla contea di San Secondo.
Nel 1635 Troilo IV de' Rossi fu dichiarato reo di ribellione dal duca di Parma Odoardo I Farnese, che confiscò tutte le sue terre e lo costrinse all'esilio; il fratello Scipione I, che servì a lungo il regno di Spagna, nel 1657 riuscì con l'aiuto del re Filippo IV a convincere il duca Ranuccio II ad annullare il decreto del 1635, a fronte tuttavia di un pesantissimo indebitamento, che nel 1666 lo costrinse a cedere Berceto e gli altri feudi appenninici alla Camera ducale di Parma. Nel 1707 il duca Francesco Farnese assegnò Berceto ai marchesi Boscoli, che lo permutarono con Ravarano; nel 1736 subentrarono i conti Tarasconi Smeraldi, che ne mantennero il possesso fino all'abolizione dei diritti feudali decretata da Napoleone nel 1805.
Annesso al dipartimento del Taro, in seguito alla Restaurazione Berceto fu accorpato al ducato di Parma e Piacenza, di cui seguì le sorti.

### Simboli
Lo stemma e il gonfalone sono stati concessi con regio decreto del 7 febbraio 1938.
La chiesa nello stemma simboleggia l'antica abbazia di Beruseto, oggi dedicata a san Moderanno di Rennes. Il gonfalone è un drappo di azzurro.

## Monumenti e luoghi d'interesse

### Architetture religiose

#### Duomo di San Moderanno

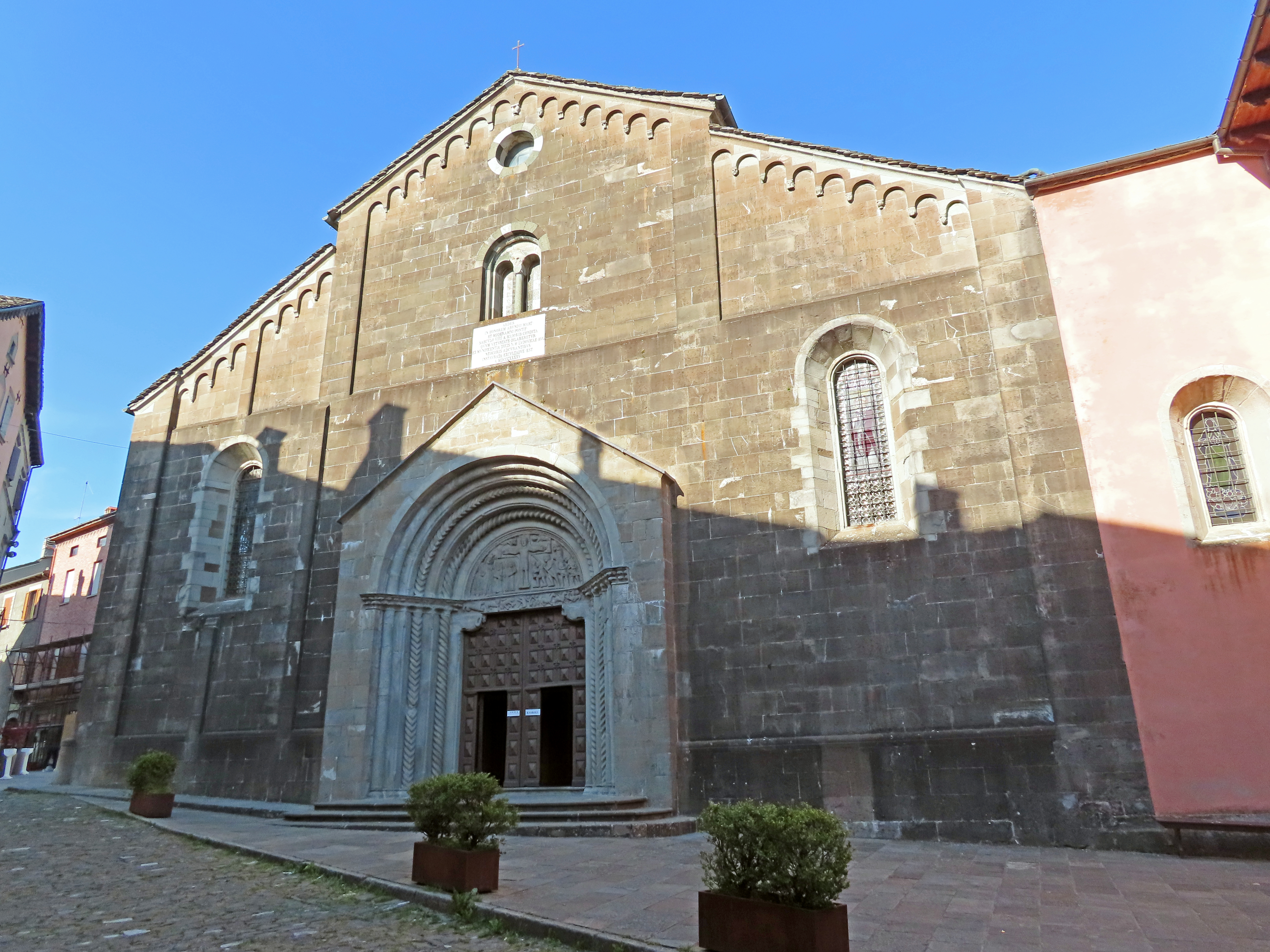
Facciata del duomo di San Moderanno

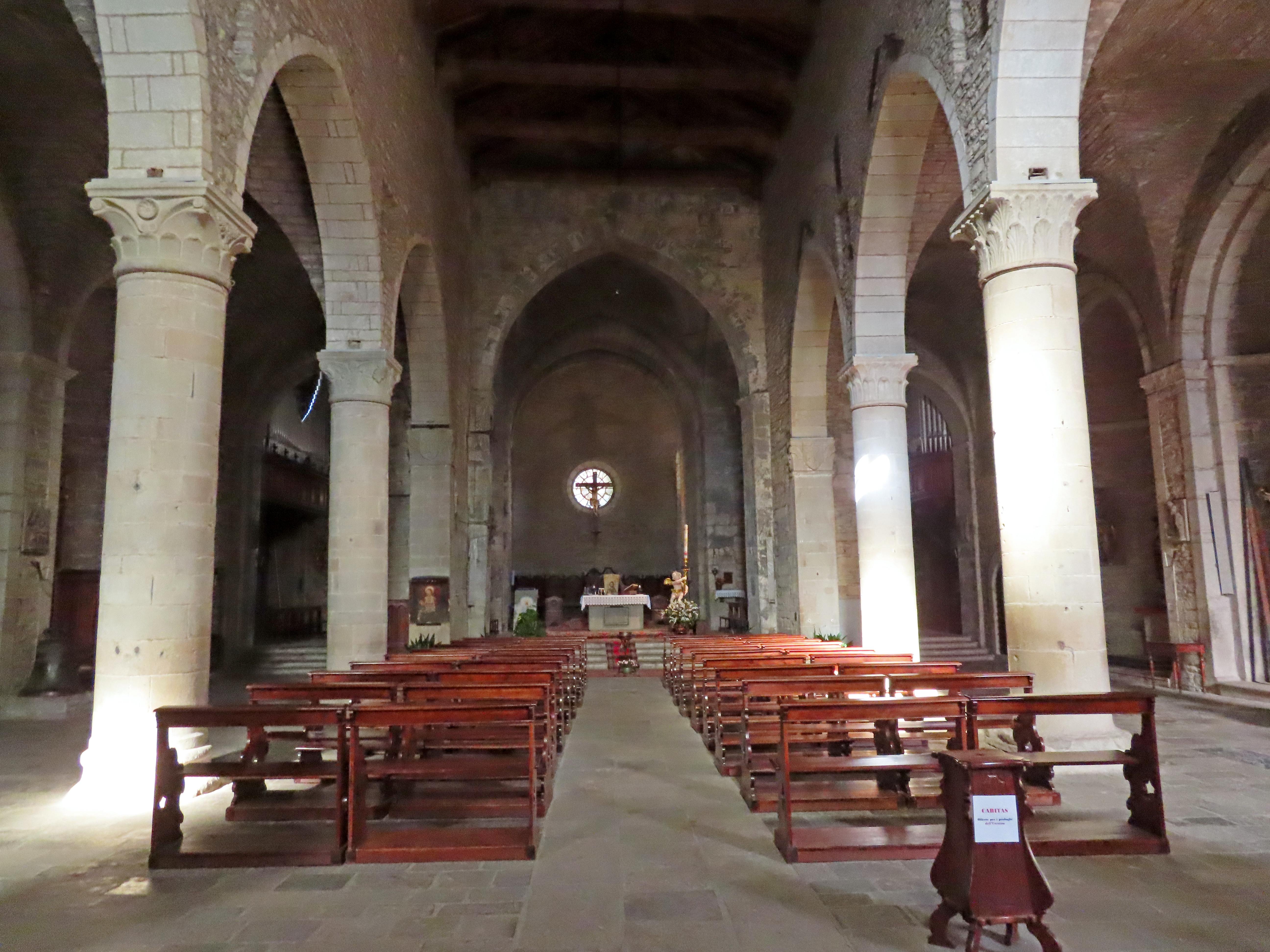
Interno del duomo di San Moderanno

Edificato originariamente quale chiesa del monastero di Bercetum, oggi distrutto, fondato nel 719 dal re dei Longobardi Liutprando, il duomo fu completamente ricostruito in forme romaniche nel XII secolo e profondamente modificato tra il 1480 e il 1502; nel 1845 fu infine riedificata la facciata in stile neoromanico; della struttura originaria si conservano l'impianto, i due portali d'ingresso principale e secondario, parti delle absidiole tonde e i due pilastri che delimitano il presbiterio. All'interno della settecentesca cappella di Sant'Apollonia, in origine occupata probabilmente dal battistero, sorge il piccolo museo, che conserva un antichissimo calice di vetro, antecedente l'XI secolo.

#### Santuario della Madonna delle Grazie (Berceto)

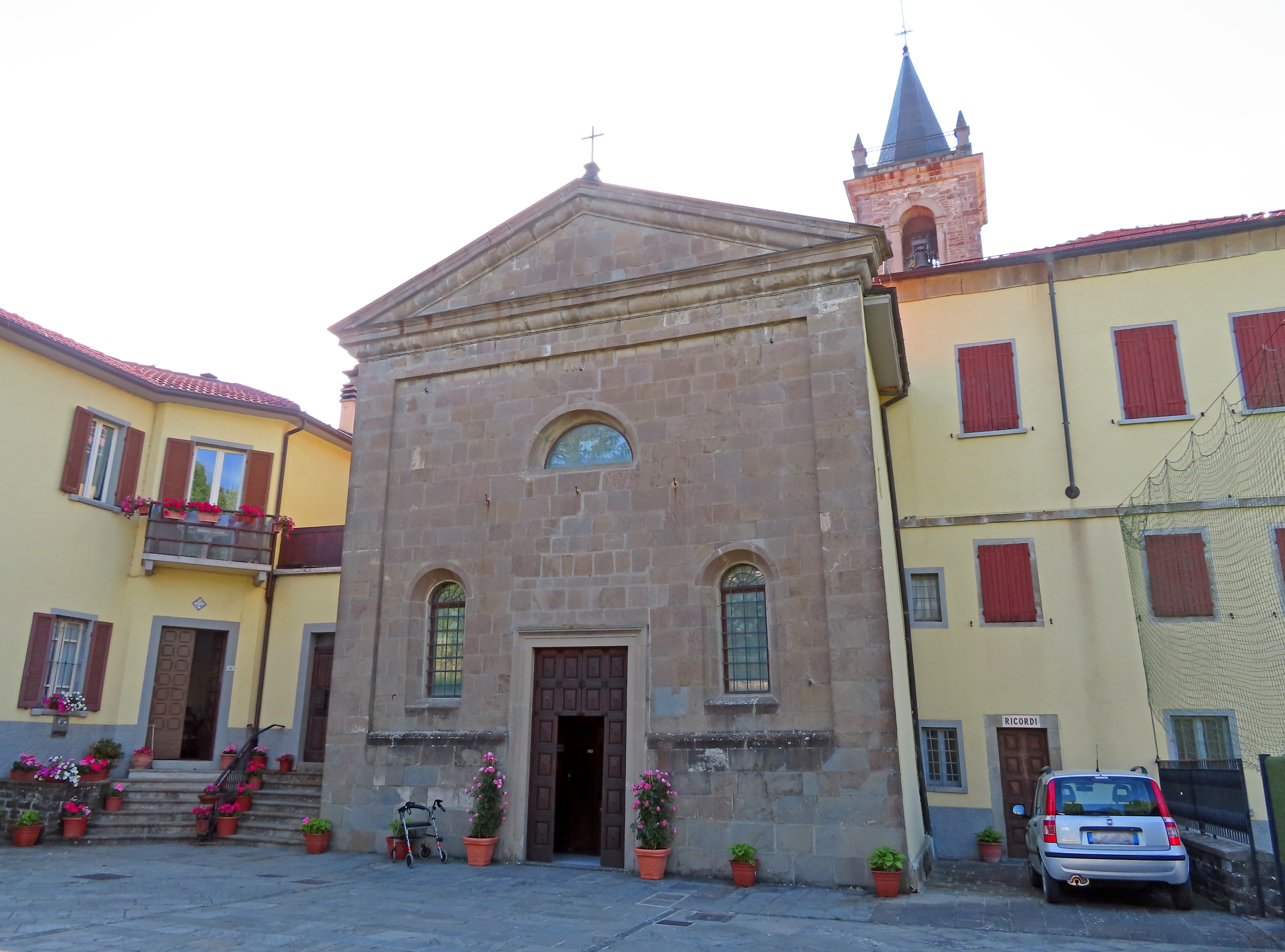
Santuario della Madonna delle Grazie

Edificato originariamente nel XV secolo come oratorio di un ospizio per pellegrini, il luogo di culto fu reintitolato nella seconda metà del secolo alla beata Vergine delle Grazie in seguito alla traslazione al suo interno dell'immagine della Madonna delle Grazie, fino ad allora collocata nell'ospizio di Santa Maria della Cisa ormai abbandonato; acquisito nel 1533 dagli eremitani agostiniani che trasformarono l'ospizio in convento, fu unito nel 1777 al monastero di San Luca di Parma; soppresso nel 1805 per decreto napoleonico e venduto a privati, fu acquistato nel 1834 don Giambattista Laurenti, che lo donò al vescovo di Parma Vitale Loschi, con la clausola che venisse trasformato in seminario; ristrutturato negli anni seguenti in forme neoclassiche, il tempio fu dotato nel 1862 della nuova facciata neoromanica e nel 1887 del campanile; elevato al rango di santuario nel 1890, fu internamente decorato tra il 1939 e il 1940 e restaurato tra il 1988 e il 1989. La chiesa, ornata con affreschi realizzati da Gino Triglia nel 1939, conserva un monumentale altare maggiore barocco con ancona, realizzato nel XVIII secolo da Giovanni Baratta; al suo interno è collocato l'antico altorilievo della Madonna delle Grazie in terracotta dorata; di pregio sono anche l'altare post-conciliare e l'ambone, poggianti su pilastrini in marmi policromi provenienti dall'altare maggiore smembrato del duomo di Parma.

#### Santuario della Madonna della Guardia

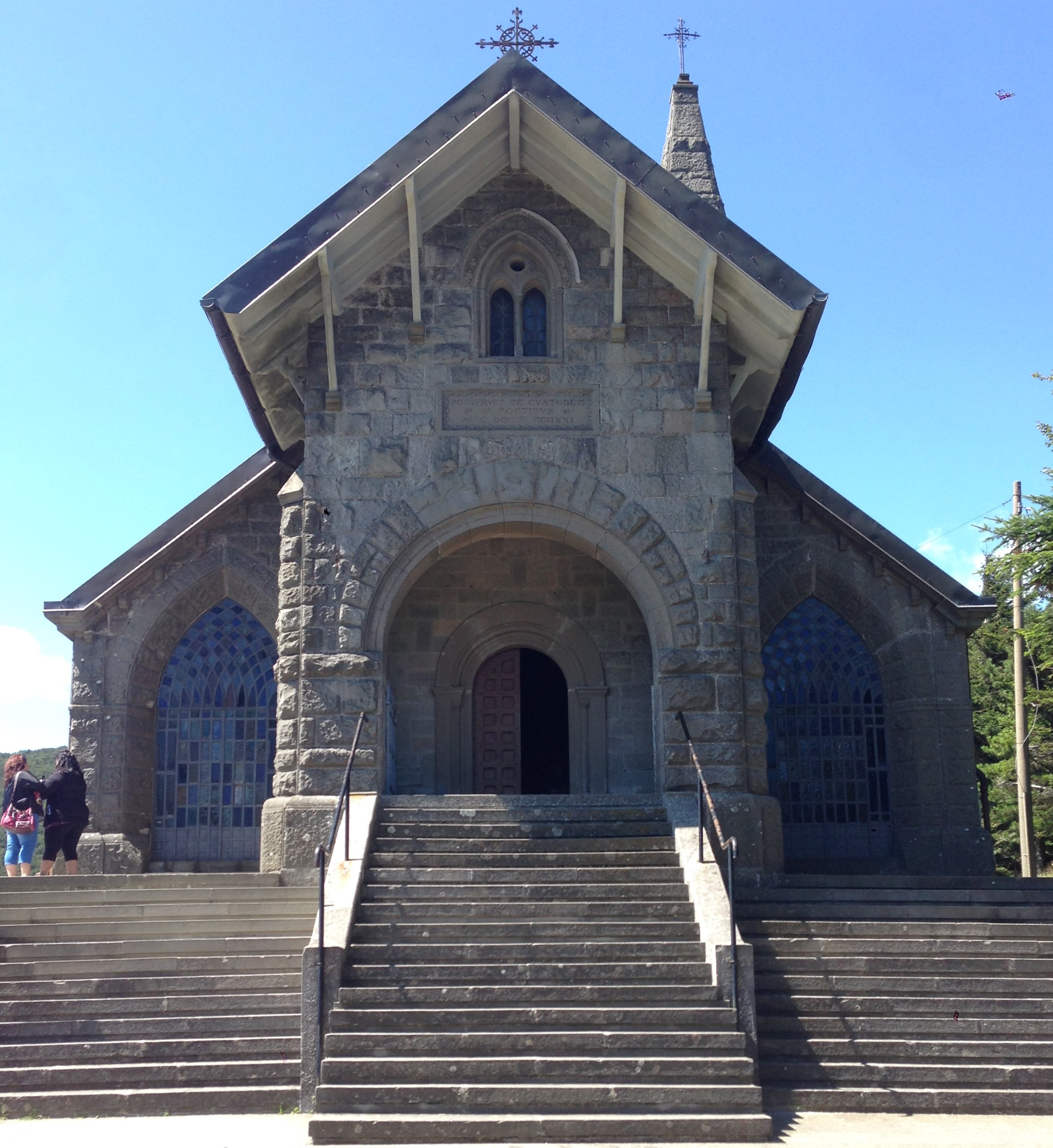
Santuario della Madonna della Guardia

Costruito in forme neoromaniche e neogotiche tra il 1919 e il 1922 sul passo della Cisa, l'edificio fu elevato a santuario mariano nel 1930 con l'incoronazione della statua bronzea della Madonna della Guardia, proclamata nel 1965 patrona di tutti gli sportivi; la chiesa, circondata da un deambulatorio, ospita un coro ligneo intarsiato neorinascimentale, decorato con piccoli dipinti a olio.

#### Chiesa di San Biagio

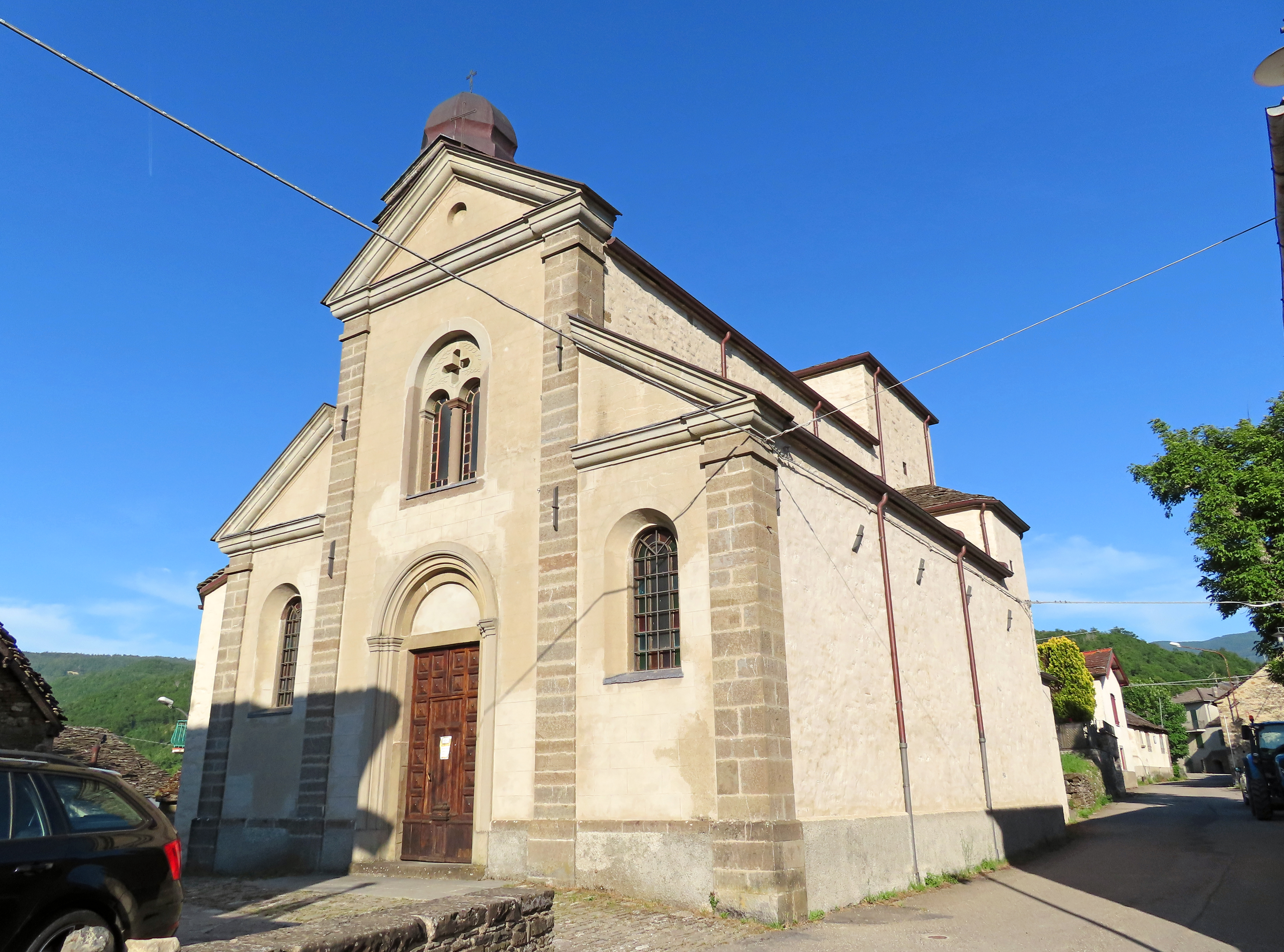
Chiesa di San Biagio

Menzionata per la prima volta nel 1230, la chiesa medievale di Roccaprebalza fu dotata del campanile nel 1865; abbattuta nel 1926, fu ricostruita in stile neoromanico e consacrata nel 1932; arricchita della cappella del battistero nel 1951, fu restaurata e consolidata strutturalmente tra il 2012 e il 2013; il luogo di culto si sviluppa su un impianto a tre navate con presbiterio absidato e coperto da cupola.

### Architetture militari

#### Castello di Berceto

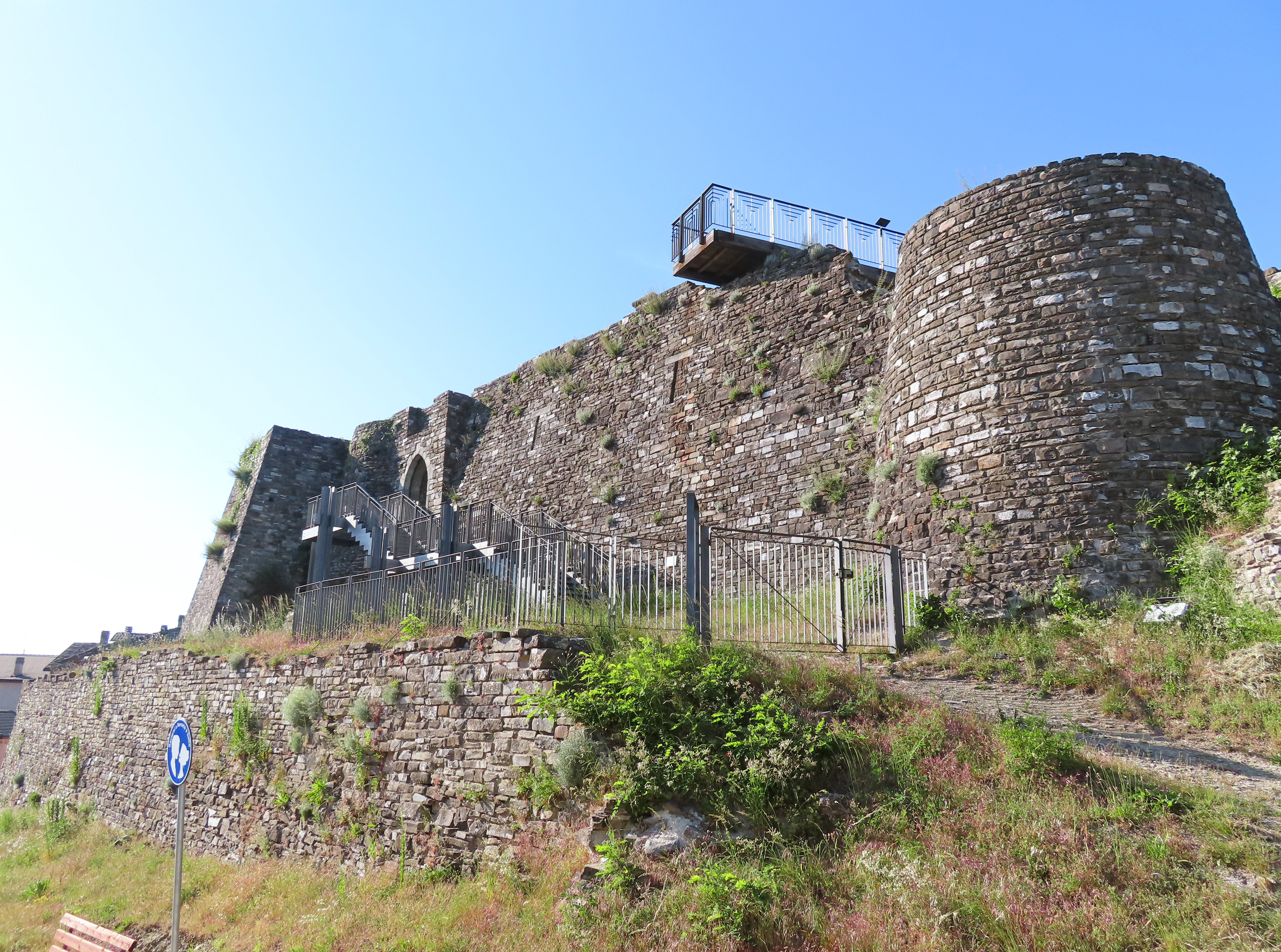
Castello di Berceto

Edificato originariamente nel 1221 dal Comune di Parma, il castello fu a lungo conteso da guelfi e ghibellini; distrutto nel 1313 dall'imperatore Enrico VII di Lussemburgo, che ne investì il cardinale Luca Fieschi, fu assegnato nel 1331 ai conti Rossi, ai quali nel 1337 subentrò Azzo da Correggio; riconquistato dai Rossi, fu teatro nel 1413 della nascita di Pier Maria II de' Rossi, che lo riacquistò nel 1441 dopo la conquista, avvenuta nel 1420, da parte del duca di Milano Filippo Maria Visconti; il condottiero rinforzò e abbellì il maniero, che lasciò in eredità al figlio Bertrando; alienato nel 1666 alla Camera ducale di Parma, il castello nel 1707 fu acquistato dai marchesi Boscoli, ai quali nel 1736 subentrarono i conti Tarasconi Smeraldi, che lo mantennero fino all'abolizione dei diritti feudali decretata da Napoleone nel 1805; profondamente danneggiato, fu parzialmente adibito a carcere, ma successivamente fu utilizzato dai bercetesi quale cava di pietre per la costruzione di numerose abitazioni del borgo; l'area fu in seguito spianata per ospitare un cimitero e poi un campo da calcio e un parco giochi; in vista dell'apertura al pubblico, nel 2004 furono avviati i lavori di scavo e recupero delle rovine, con la realizzazione di rampe e passerelle.

#### Castello di Pietramogolana

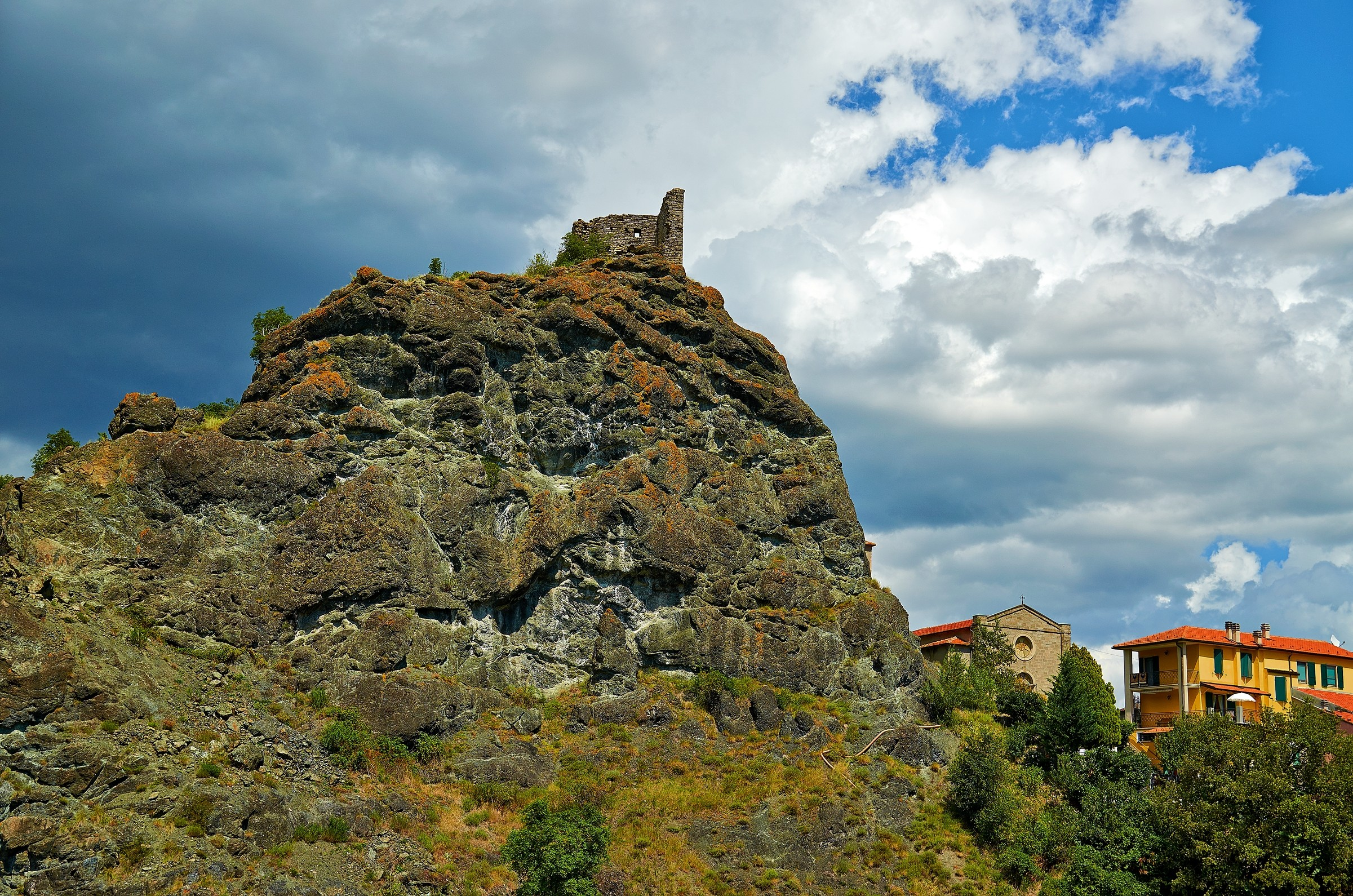
Castello di Pietramogolana

Edificato prima del 674 su uno sperone di roccia a picco sul fiume Taro, grazie alla sua posizione strategica il castello fu a lungo conteso dal Comune di Parma, dalla diocesi cittadina e dai Platoni, ai quali si aggiunsero nel XIII secolo i Pallavicino, i Sanvitale, i Rossi e i Terzi; dal 1460 il maniero appartenne quasi ininterrottamente fino al 1627 ai conti Sanvitale, ma, col venir meno delle sue funzioni difensive, a partire dalla seconda metà del XVI secolo cadde in un inesorabile declino; in seguito fu assegnato ai conti Palmia, che lo mantennero fino all'estinzione della casata nel 1739; completamente abbandonato, il castello ormai ridotto a pochi ruderi fu acquistato alla fine del XIX secolo dagli abitanti di Pietramogolana, che lo donarono nel 2012 al Comune di Berceto in vista di un suo possibile recupero.

#### Castello di Roccaprebalza

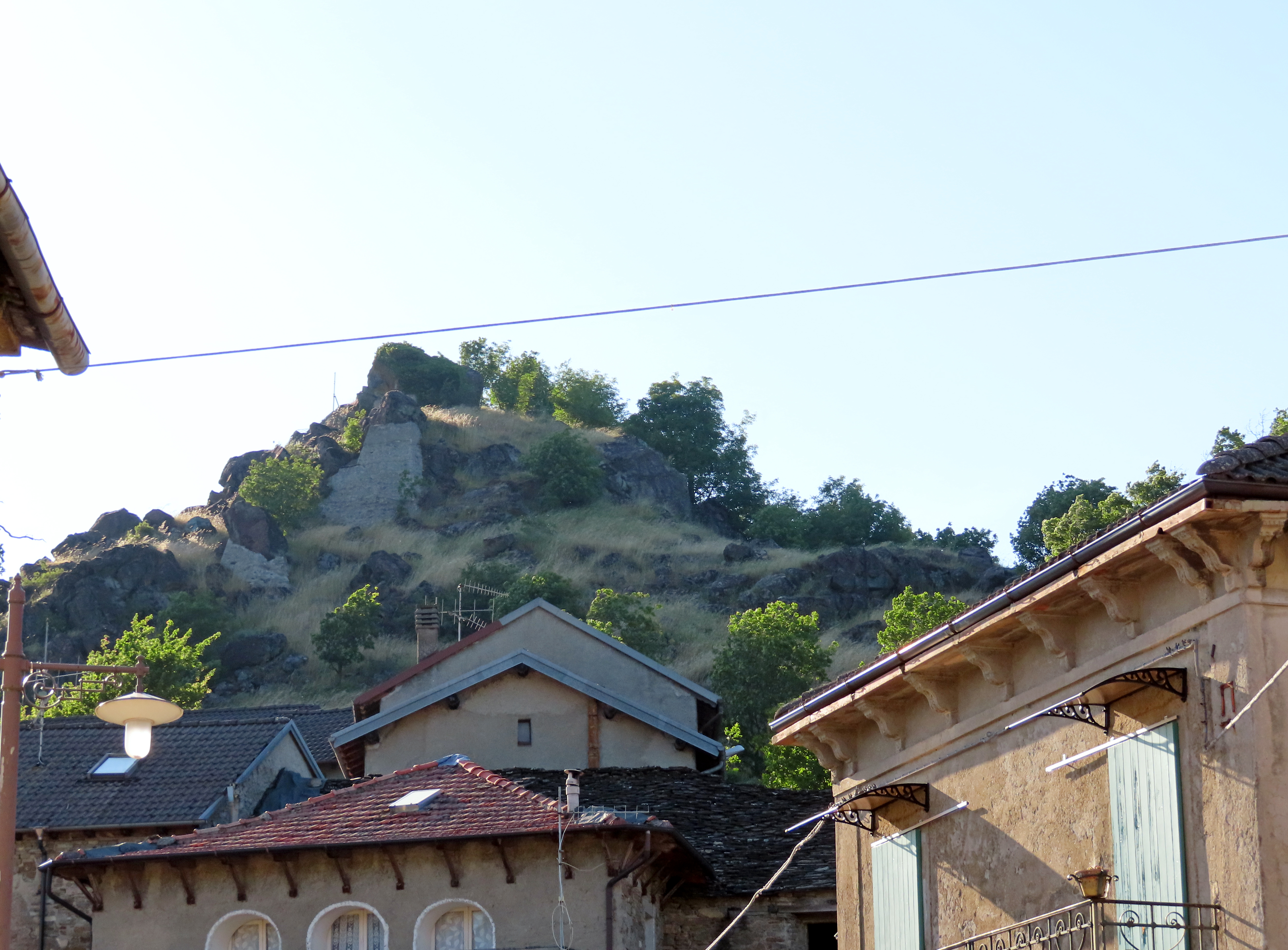
Castello di Roccaprebalza

Edificato entro il XIII secolo per volere dei vescovi di Parma, il castello, collocato su uno sperone di roccia a picco sulla val Manubiola, passò nel 1355 ai Rossi, che lo mantennero quasi ininterrottamente fino al 1666; assorbito in seguito dalla Camera ducale di Parma, il castello ormai in rovina fu assegnato nel 1707 ai marchesi Boscoli e nel 1736 ai conti Tarasconi Smeraldi, che ne conservarono i diritti fino al 1805; dell'antica struttura sopravvivono soltanto pochi ruderi e, stretto tra le case addossate del borgo sottostante, il rivellino con la volta d'accesso all'antica area fortificata.

#### Forte di Berceto
- Forte di Berceto, detto anche Fortino di Maria Luigia. Progettato per lo stato parmense nella prima metà del XIX secolo, con i lavori che iniziano nel 1846, doveva servire come baluardo di controllo, tra due regni diversi, quello appunto di Parma, e quello di Pontremoli, Filattiera ed Aulla. Con l'unità d'Italia, perde valore strategico, e i lavori, non ancora terminati, vengono sospesi, lasciando l'opera incompiuta.

### Architetture civili

#### Centro storico

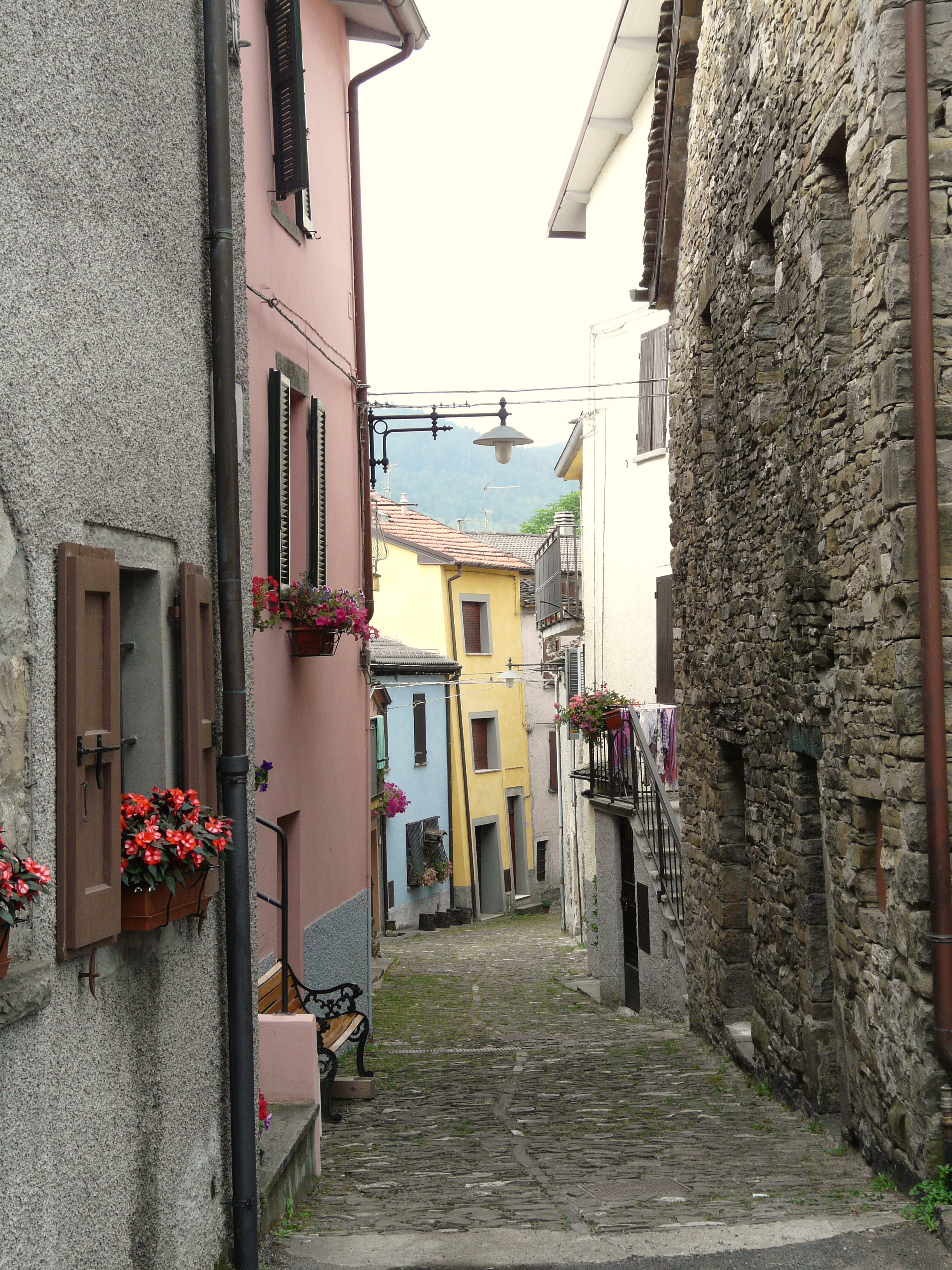
Una via del centro storico di Berceto

Esteso ai lati dell'antica via Francigena, il centro si sviluppa attorno al baricentrico duomo; le strette strade laterali, ancora lastricate, sono affiancate da numerosi edifici medievali in pietra, tra cui una casa-torre su tre livelli; vi si trovano anche palazzi quattrocenteschi, arricchiti da portali con stemmi nobiliari, tra cui quello dei Rossi, a lungo feudatari del borgo.

#### Corchia

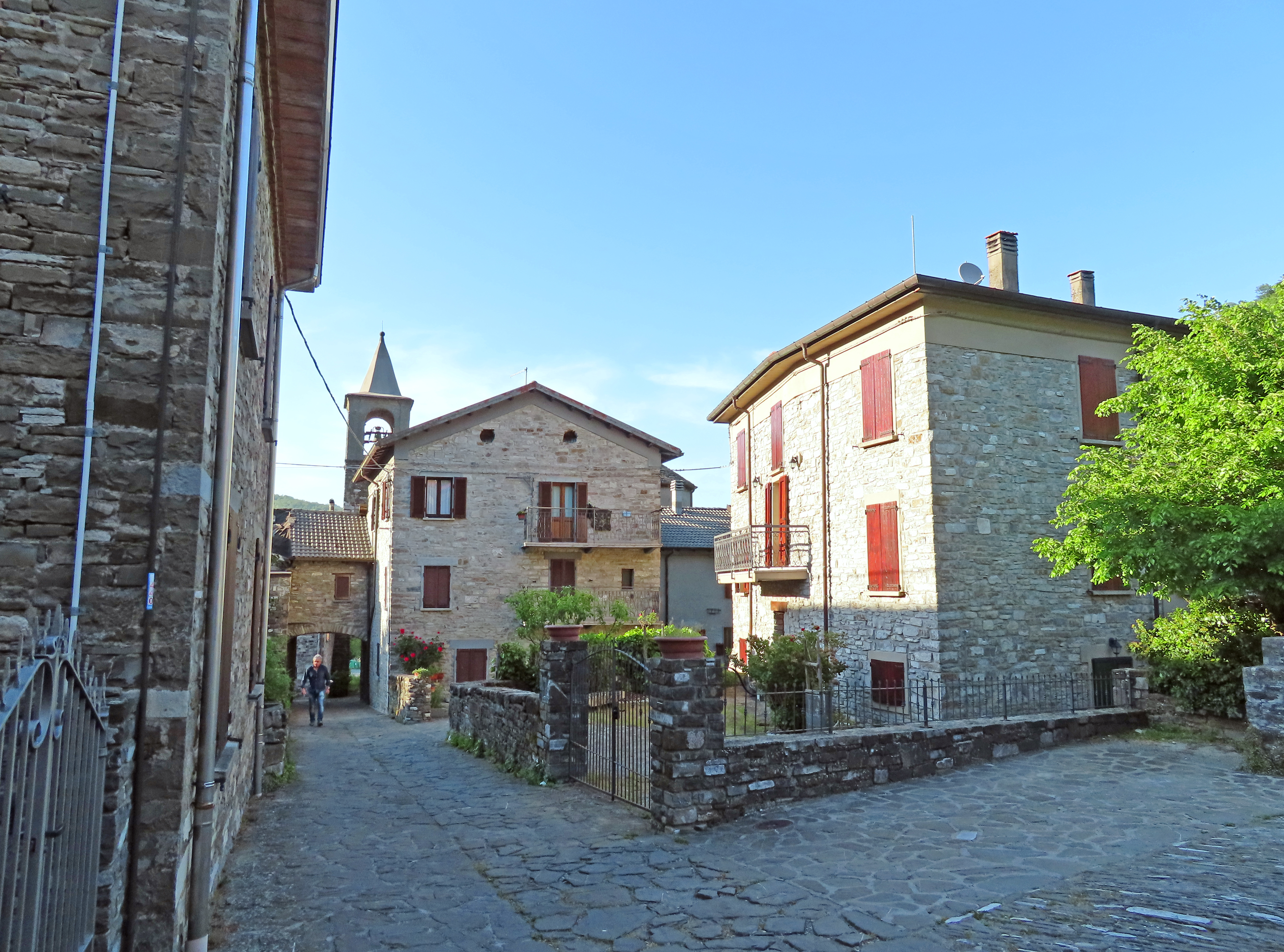
Via centrale di Corchia

Piccola frazione montana della val Manubiola, Corchia conserva intatta la sua conformazione di borgo medievale, grazie alla presenza delle mura periferiche e di numerose abitazioni in pietra, collegate fra loro da arcate che valicano i viottoli lastricati; nel centro sorge l'antica chiesa di San Martino, oggi sconsacrata, caratterizzata dalla presenza, al centro della facciata, del campanile, che si innalza su un piccolo portico in aggetto; vi si trovano inoltre un ostello risalente al XII secolo e la coeva Casa Corchia, sede del museo Martino Jasoni. Nei dintorni sono infine presenti le antiche miniere di rame, utilizzate dal XVI secolo al 1942.

#### Casacca
Minuscolo borgo d'origine romana, Casacca è composta da un palazzo, una chiesa risalente al XIII secolo e sette abitazioni, tutti realizzati in pietra e coperti da tetti in lastre di arenaria; a lungo disabitati, gli edifici furono recuperati agli inizi del XXI secolo.

## Società

### Evoluzione demografica
Abitanti censiti

## Cultura
- Museo del tesoro del Duomo di Berceto
- Museo naturalistico e della civiltà contadina

## Infrastrutture e trasporti

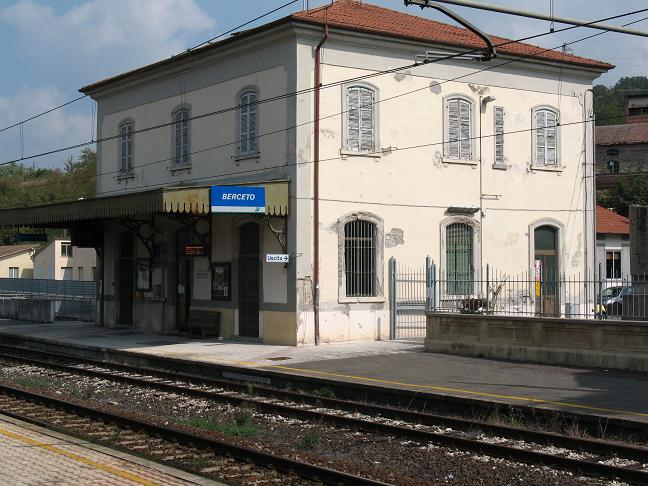
Stazione ferroviaria

Berceto sorge da epoche remote su importanti vie di comunicazione, grazie alla vicinanza del passo della Cisa; mentre in epoca medievale era attraversato dalla via Francigena, oggi vi passano la strada statale 62 della Cisa e l'autostrada Parma-La Spezia, che possiede due uscite all'interno del territorio comunale: Borgo Val di Taro, nei pressi della frazione di Ghiare, e Berceto, nelle vicinanze del capoluogo.

### Ferrovie
In località Ghiare è presente una stazione ferroviaria che si trova sulla ferrovia Pontremolese.

## Amministrazione
Di seguito è presentata una tabella relativa alle amministrazioni che si sono succedute in questo comune.
| Periodo        | Periodo        | Primo cittadino    | Partito                        | Carica  | Note   |
| -------------- | -------------- | ------------------ | ------------------------------ | ------- | ------ |
| 19 giugno 1985 | 9 giugno 1990  | Sergio Bettoni     | Partito Comunista Italiano     | Sindaco | [ 42 ] |
| 12 giugno 1990 | 24 aprile 1995 | Vittorio Cagna     | indipendente                   | Sindaco | [ 42 ] |
| 24 aprile 1995 | 14 giugno 1999 | Vittorio Cagna     | lista civica                   | Sindaco | [ 42 ] |
| 14 giugno 1999 | 14 giugno 2004 | Vittorio Cagna     | lista civica                   | Sindaco | [ 42 ] |
| 14 giugno 2004 | 8 giugno 2009  | Lodovico Bigliardi | lista civica                   | Sindaco | [ 42 ] |
| 8 giugno 2009  | 26 maggio 2014 | Luigi Lucchi       | lista civica                   | Sindaco | [ 42 ] |
| 26 maggio 2014 | 27 maggio 2019 | Luigi Lucchi       | lista civica: "Idee e tenacia" | Sindaco | [ 42 ] |
| 27 maggio 2019 | 9 giugno 2024  | Luigi Lucchi       | lista civica: "Idee e tenacia" | Sindaco | [ 42 ] |
| 9 giugno 2024  | in carica      | Simona Acerbis     | lista civica: Vivere Berceto   | Sindaco | [ 42 ] |

### Gemellaggi
Dall'11 settembre 1988 Berceto è gemellato con la tribù indiana sioux dei Lakota.